# سرمایه مرحله کشت ایده
سرمایه مرحله کشت ایده، (به انگلیسی: seed funding) اولین حامی استارتاپ‌ها سرمایه‌گذاران مرحله کشت ایده می‌باشند. یک کارآفرین می‌تواند با یک جستجوی محلی یا اینترنتی افراد مختلفی برای سرمایه‌گذاری پیدا کند. در این مرحله سرمایه‌گذار طبق قوانین و فرمت‌های پذیرفته شده در بازار  بخشی از سهام شرکت (کسب‌وکار نوپا) را خریداری می‌کند. شرکت، ارزش گذاری اولیه می‌شود و سپس سرمایه جذب می‌شود.
سرمایه مرحله کشت ایده به معنی دانه گذاری است. یعنی سرمایه‌گذار به کسب‌وکار کمک می‌کند تا به درآمد اولیه برسد یا اینکه برای سرمایه‌گذاری‌های بعدی آماده شود. پول مرحله کشت ایده می‌تواند از کمک دوستان یا فامیل، سرمایه‌گذاران معتبر، سرمایه‌گذاران خطرپذیر، سرمایه‌گذاران فرشته یا سرمایه‌گذاران جمعی نیز تأمین شود.
پول مرحله کشت ایده می‌تواند برای فعالیت‌های اولیه مانند تحقیقات بازار یا توسعه محصول، هزینه شود. خود کارآفرین هم می‌تواند از سرمایه‌گذاران اولیه باشد. سرمایه اولیه کارآفرین می‌تواند پس انداز یا وام باشد.